# Отелло (фильм, 1951)
«Отелло» (англ. Othello, полное название The Tragedy of Othello: The Moor of Venice) — художественный фильм режиссёра Орсона Уэллса по мотивам одноимённой трагедии Уильяма Шекспира. В 1952 году лента получила Гран-при Каннского кинофестиваля.

## Сюжет
Сценарий фильма в целом основан на трагедии Шекспира «Отелло», но режиссёр допустил весьма вольную трактовку событий. Как и в «Гражданине Кейне», сюжет развивается нелинейно. Фильм начинается с похорон Отелло и Дездемоны. Дальнейшие события разворачиваются как попытка расследовать и разобраться в истории задним числом.

## В ролях
- Орсон Уэллс — Отелло
- Майкл Мак Лиаммойр — Яго
- Сюзанна Клутье — Дездемона
- Роберт Кут — Родриго
- Майкл Лоренс — Кассио
- Хилтон Эдвардс — Брабанцио
- Фэй Комптон — Эмилия
- Николас Брюс — Лодовико
- Дорис Даулинг — Бианка

## История создания
Орсон Уэллс работал над этим фильмом примерно с 1948 по 1951 год. Съёмки шли в условиях постоянного недостатка финансирования, поэтому процесс создания ленты был не совсем обычен. Два раза работу приходилось полностью останавливать и распускать съёмочную группу. Режиссёр отправлялся искать средства (в том числе на съёмках других фильмов) и затем собирал группу снова. На нормальную обработку звука денег так и не нашлось: диалоги частично записывали прямо на съёмочной площадке. Сохранившаяся копия картины содержит весьма низкокачественную аудиодорожку, во многих местах не синхронизированы звук и картинка — так и было в исходном варианте. Несмотря на проблемы с финансированием, необходимая натура была найдена в аутентичных (по Шекспиру) местах: в Венеции, на Кипре и в Марокко.
Даже после успеха в Каннах картина так и не попала в широкий прокат. Только в 1955 году она была выпущена в ограниченный прокат в США, и её наконец смогли увидеть и оценить. Критик Роджер Эберт пишет о том, что даже в 1992 году не мог найти для просмотра нормальную копию, в наличии была только очень плохого качества 16-мм киноплёнка. После долгих поисков удалось найти качественный негатив на 35-мм плёнке. Тем не менее, звук на плёнке был очень низкого качества (в добавление к исходным проблемам с аудио). Восстановление картины в современное время обошлось дороже самого производства фильма и потребовало около 1 млн $.

## Критика
Критики оценили картину скорее как кинематографический эксперимент и весьма интересное, хотя и вольное, обращение с классическим сюжетом. Фильм привлекателен прежде всего в изобразительном плане: режиссёру удались переходы между сценами, замечательные ракурсы камеры и операторская работа в целом. Критик Босли Краутер (New York Times) назвал фильм «экстраординарной работой». Роджер Эберт отозвался «о необычном опыте», который он получил после просмотра, и порекомендовал потенциальному зрителю всё же хорошо познакомиться с первоисточником, иначе будет тяжело следовать за мыслью создателя картины.
Как драма фильм не столь интересен. Диалоги, актёрская игра на достаточно высоком уровне. По-настоящему глубоко оценить актёрскую игру сложно из-за того, что в имеющихся копиях фильма нелегко разобрать слова. Исполнители ролей Отелло и Дездемоны на своём месте, тогда как игра Майкла Мак Лиаммойра, по мнению Босли Краутера, совершенно не соответствует образу Яго, который он пытался воплотить.